# Île-Royale (Nouvelle-France)
Pour les articles homonymes, voir Île Royale (homonymie).
1713–1758
Entités précédentes :
- Acadie

Entités suivantes :
- Colonie de la Nouvelle-Écosse
- Colonie de Terre-Neuve (Îles de la Madeleine)

L'Île-Royale était l'une des colonies de la vice-royauté de la Nouvelle-France. Elle administrait l'île Royale, l'île Saint-Jean et l'archipel des îles de la Madeleine.
Avec le traité d’Utrecht en 1713, la France avait cédé l’Acadie et Terre-Neuve à la Grande-Bretagne. Le roi Louis XIV avait revendiqué et obtenu que les îles du golfe du Saint-Laurent et de son embouchure restent à la France. L'île Royale offrait une position militaire stratégique et ses eaux abondaient en poisson, mais surtout pouvaient offrir un port de mer libre de glace l’hiver. Une fois sur l'île, les troupes françaises commencèrent à établir des villages. N'ayant pas réussi à établir un port d’hiver au fort Sainte-Anne, les troupes, sur demande du roi, explorèrent l’île pour installer un port de mer plus favorable. Ainsi fut créé Louisbourg, port en eau profonde, qui serait bientôt protégé par une forteresse. À cette époque, le plus grand édifice en Amérique se trouvait à Louisbourg, et le port concurrençait celui de Boston. En 1734, le premier phare du Canada y fut construit.

## Histoire

### Une colonie insulaire
Le traité d’Utrecht, qui met fin à la guerre de succession d’Espagne, rompt l’équilibre des forces en Amérique du Nord entre la Grande-Bretagne et la France. Ce traité marque le recul inexorable de la présence française dans cette région du monde. En effet, la France reconnaît les droits de la Grande-Bretagne sur la baie d'Hudson et lui cède également l’Acadie péninsulaire (la province actuelle de la Nouvelle-Écosse hormis l'île du Cap-Breton), Terre-Neuve et Saint-Pierre-et-Miquelon.

« l’Isle dite Cap-Breton & toutes les autres quelconques situées dans l’embouchure & dans le golfe du Saint-Laurent, demeureront à l'avenir à la France (…) ». »

— Article 13 du traité d’Utrecht.
À Terre-Neuve, les Français conservent un droit très important pour eux, le droit de pêcher et de travailler le poisson à terre sur une partie de la côte.

### Lieu d'exil des colons français

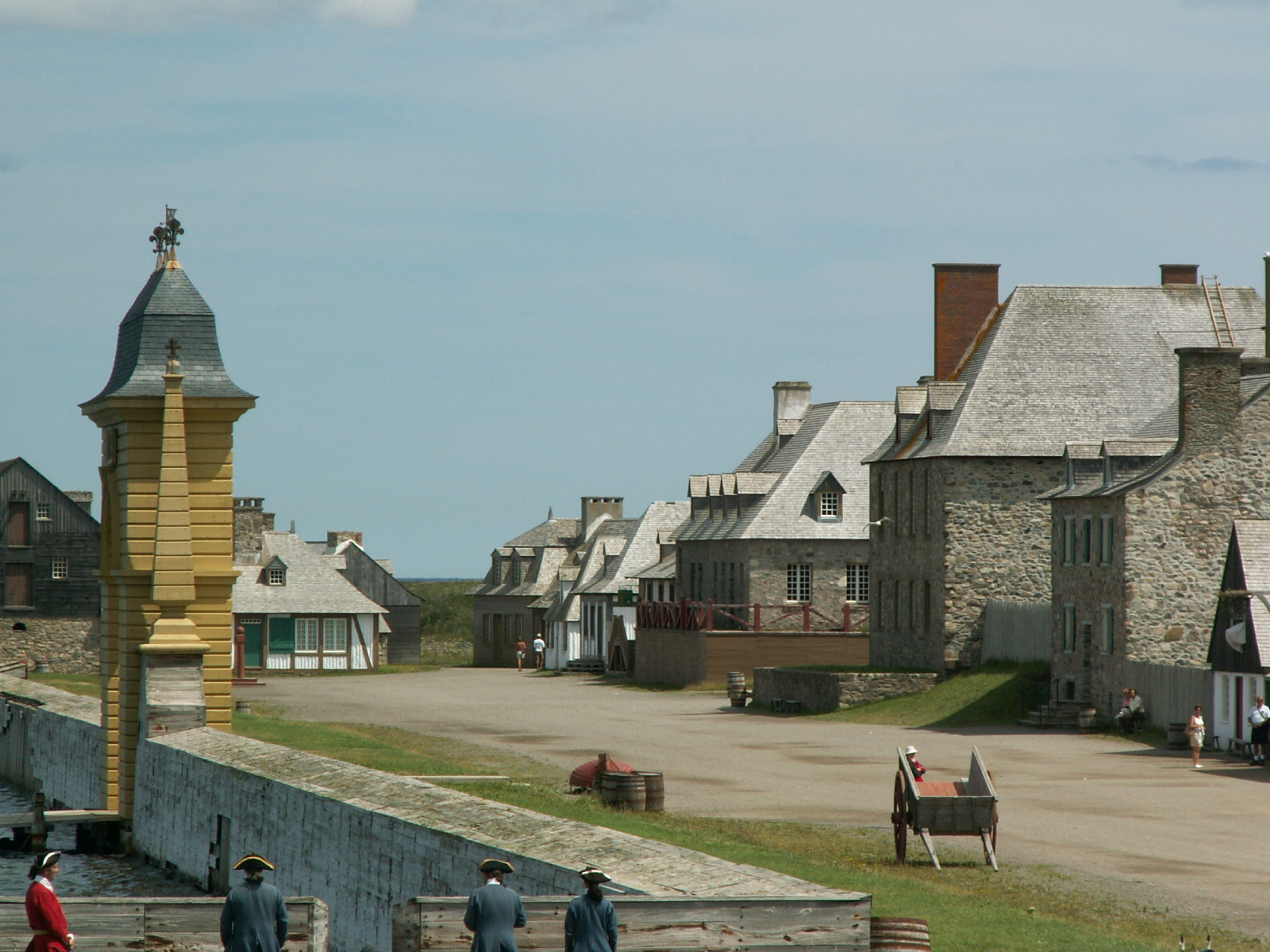
Louisbourg, fondé en 1713, est la capitale de l'Île-Royale.

Philippe de Pastour de Costebelle, gouverneur de Terre-Neuve depuis 1706, devient le premier gouverneur de l’île (jusqu’en 1707) qui sera baptisée île Royale. Il presse les habitants de Plaisance d’aller peupler l’île Royale. En 1714, les habitants de Plaisance et une partie des habitants de Saint-Pierre-et-Miquelon s’embarquent avec leurs meubles et leurs provisions.
Des Acadiens refusant de prêter serment à la Couronne britannique vont se diriger vers le Cap-Breton. En 1714, ils viennent inspecter les terres et quelques familles, comme les Coste et les Tillard, décident de s’y fixer alors que d’autres ne feront qu’y passer avant de gagner l’île Saint-Jean. La plupart s’établiront à Saint-Pierre rebaptisé Port-Toulouse et situé sur la côte est de l’île Royale recréant ainsi une colonie acadienne. Des navires français viendront régulièrement pêcher la morue sur « les battures » de l’île Royale, nom que portait alors l’île du Cap Breton.
Louisbourg est fondé en 1713, comme port de pêche à la morue. Louisbourg vit paisiblement pendant trois décennies en qualité de port de mer de la colonie française. Une forteresse est construite en 1719 pour protéger les intérêts de la France dans le nouveau monde et pour servir de centre d’opération pour son industrie de pêche saisonnière.
Sa position géographique lui permet de servir non seulement de capitale de la nouvelle colonie de Île Royale, mais aussi d’être la première ligne de défense au XVIIIe siècle lors des guerres avec la Grande-Bretagne pour la suprématie en Amérique du Nord.

### Conquête britannique

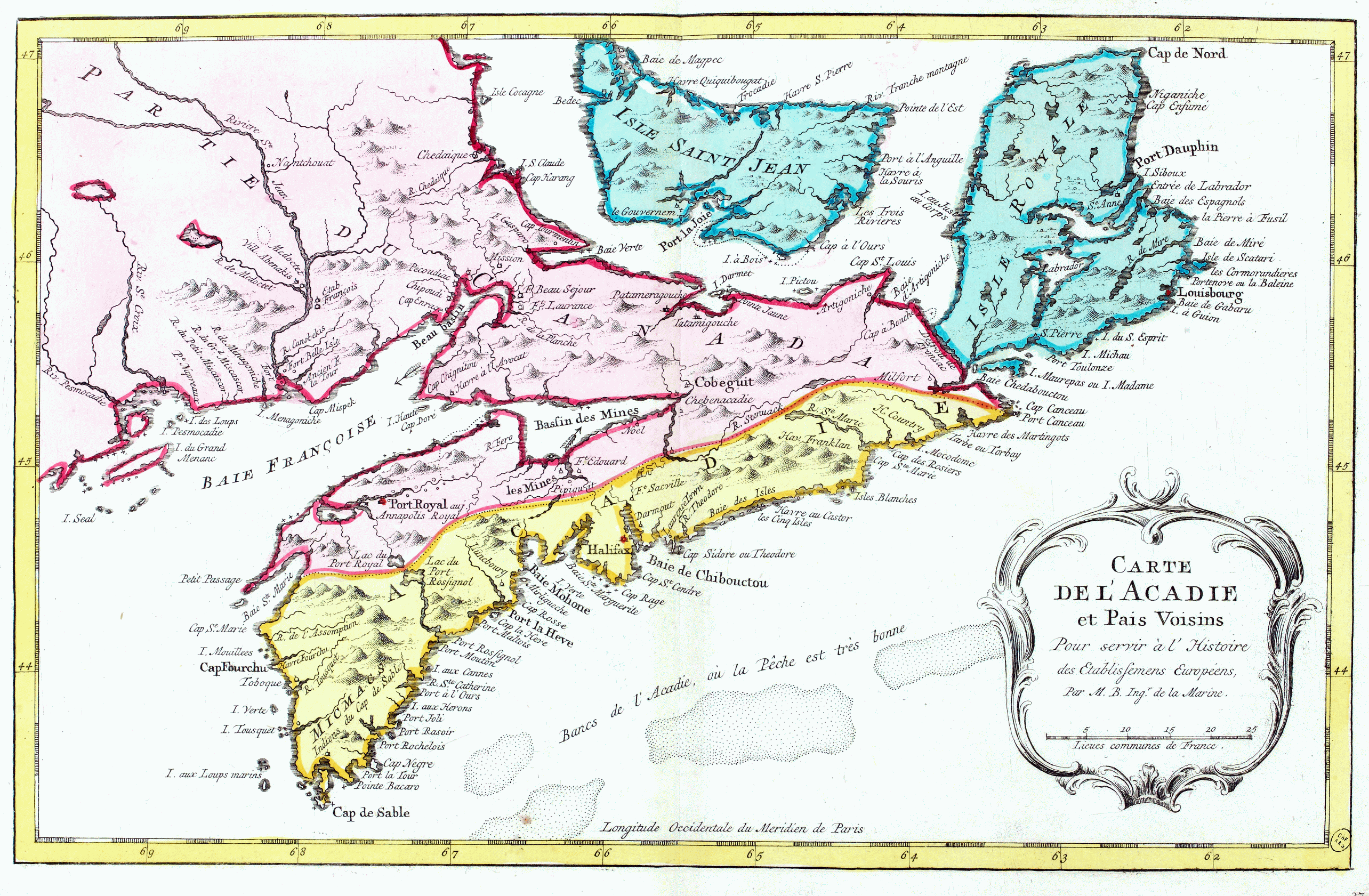
En bleu

Les troupes de la Nouvelle-Angleterre aidées par la Royal Navy britannique s’emparent de la ville en 1745 après six semaines de siège. Après trois ans sous gouvernance britannique, Louisbourg est rendue par traité à la France (traité d’Aix-la-Chapelle). La paix fut de courte durée et, le 26 juillet 1758, après six nouvelles semaines de siège, le gouverneur français Drucourt rend les clés de la ville aux Britanniques d’Edward Boscawen à la suite du plus grand assaut de l’histoire coloniale canadienne. Par la suite, 4 000 personnes seront déportées. Cependant, un groupe de dix familles acadiennes de Port-Toulouse fuient vers l’Isle Madame où leurs descendants habitent encore.